# Euploea eupator
Euploea eupator is een vlinder uit de familie Nymphalidae, onderfamilie Danainae.
De wetenschappelijke naam van de soort is voor het eerst geldig gepubliceerd in 1858 door William Chapman Hewitson.
De soort komt alleen voor in Indonesië.